# Sphingonotus savignyi
Sphingonotus savignyi är en insektsart som beskrevs av Henri Saussure 1884. Sphingonotus savignyi ingår i släktet Sphingonotus och familjen gräshoppor.

## Underarter
Arten delas in i följande underarter:
- S. s. savignyi
- S. s. obscuripes

## Bildgalleri

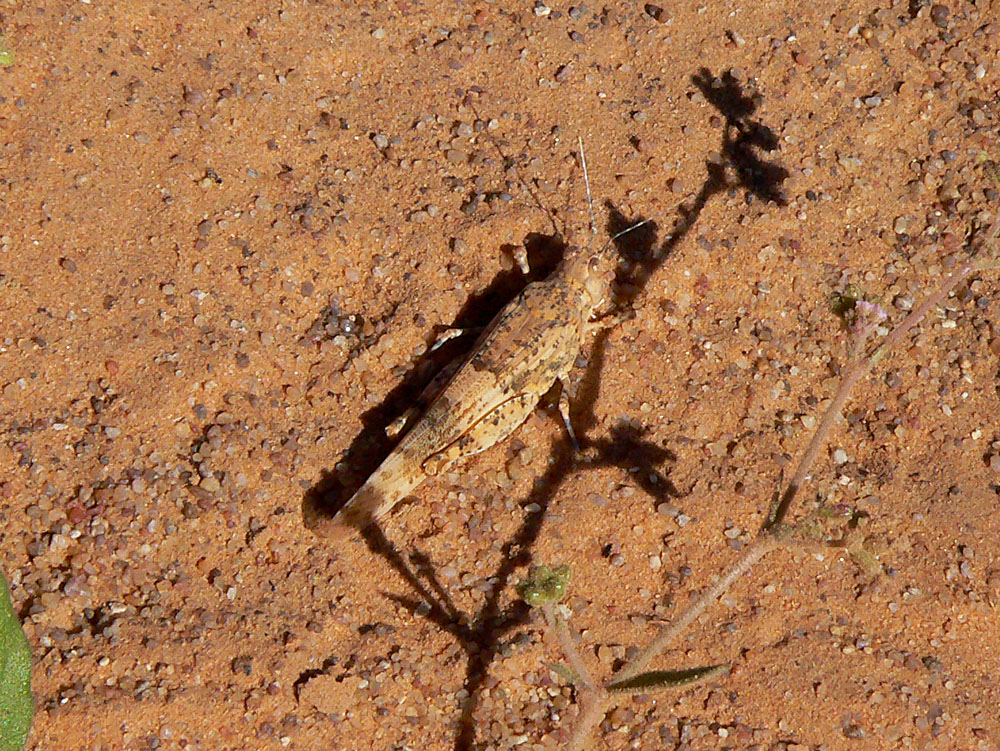